# Världsmästerskapen i karate
Världsmästerskapen i karate arrangeras vartannat år av World Karate Federation.
Det första mästerskapet hölls 1970 i Tokyo och 33 nationer deltog. Det tävlades då enbart i kumite för herrar, individuellt i öppen klass och som lag. Viktklasser i kumite och tävlingar i kata för både damer och herrar introducerades vid det femte världsmästerskapet i Madrid 1980. Kumite för damer inkluderades vid nästa mästerskap i Taipei 1982.

## Tävlingar
| År   | Värdstad                     | Antal grenar |
| ---- | ---------------------------- | ------------ |
| 1970 | Tokyo, Japan                 | 2            |
| 1972 | Paris, Frankrike             | 2            |
| 1975 | Long Beach, USA              | 2            |
| 1977 | Tokyo, Japan                 | 2            |
| 1980 | Madrid, Spanien              | 10           |
| 1982 | Taipei, Taiwan               | 13           |
| 1984 | Maastricht, Nederländerna    | 13           |
| 1986 | Sydney, Australien           | 15           |
| 1988 | Kairo, Egypten               | 15           |
| 1990 | Mexico City, Mexiko          | 16           |
| 1992 | Granada, Spanien             | 16           |
| 1994 | Kota Kinabalu, Malaysia      | 16           |
| 1996 | Sun City, Sydafrika          | 17           |
| 1998 | Rio de Janeiro, Brasilien    | 17           |
| 2000 | München, Tyskland            | 17           |
| 2002 | Madrid, Spanien              | 17           |
| 2004 | Monterrey, Mexiko            | 17           |
| 2006 | Tammerfors, Finland          | 17           |
| 2008 | Tokyo, Japan                 | 17           |
| 2010 | Belgrad, Serbien             | 16           |
| 2012 | Paris, Frankrike             | 16           |
| 2014 | Bremen, Tyskland             | 16           |
| 2016 | Linz, Österrike              | 16           |
| 2018 | Madrid, Spanien              | 16           |
| 2021 | Dubai, Förenade Arabemiraten | 16           |
| 2023 | Budapest, Ungern             | 16           |
| 2025 | Kairo, Egypten               | 16           |